# تويوكو ياماساكي
تويوكو ياماساكي (باليابانية: 山崎豊子)‏ (3 نوفمبر 1924 في أوساكا - 29 سبتمبر 2013 في ساكاي) روائية، وكاتِبة، وصحفية من اليابان.
اسمها الحقيقي هو سوجيموتو تويوكو. مواليد أوساكا، عملت بين الأعوام 1945-1959 مراسلة في صحيفة ماينيتشي شيمبون وذلك بعد أن تخرّجت من جامعة كيوتو للنّساء في قسم الأدب الياباني. نشرت قصّتها الأولى «نورين» عام 1957 عن تاجر طحالب مائيّة، والقصّة تستند إلى سيرتها الذاتية، وتجربتها في الأعمال التجارية لعائلتها. حصلت في العام التّالي على جائزة نائوكي عن روايتها «هنا نورين» التي تروي قصة مؤسس فرقة ترفيهيّة. يبدو في هذه المرحلة من كتابتها تأثُّرها الواضح بأسلوب ياسوشي اينو الذي كان محرّرًا للقسم الأدبيّ في صحيفة ماينيتشي شيمبون. كتبت عدّة قصص عن أحداث حقيقيّة، على سبيل المثال قصّة: «فوتاتسو نو سوكوكو» مبنيّة على قصّة الياباني-الأمريكي دافيد أكيرا إيتامي، وقصّة «تشيزومانو تايو» تعتمد على حادثة الخطوط الجوية اليابانية رحلة 123. تحوّلت 7 من أعمالها الأدبيَّة إلى أفلام سينمائيَّة، ومسلسلات تلفزيونيَّة.

## الجوائز
- جائزة  كيكوتشي كان  [لغات أخرى]‏

## روابط خارجية
- تويوكو ياماساكي على موقع IMDb (الإنجليزية)
- تويوكو ياماساكي على موقع قاعدة بيانات الفيلم (الإنجليزية)